# Битка при Марна (1914)
Първата битка при Марна от 5 до 12 септември 1914 година е решително сражение от началото на Първата световна война, в което френски и британски войски нанасят поражение на германците и провалят опита им да завладеят Париж. Сражението се състои на фронт от над 160 km с участието на над два милиона души. Общите загуби са около половин милион убити и ранени, приблизително поравно от двете страни.

## Развой
В седмиците до битката германските войски прекосяват с боеве Белгия и Северна Франция. В първите дни на септември 1-ва армия на генерал Александър фон Клук е вече на по-малко от 50 km северно и източно от френската столица. В този момент десният ѝ фланг в района на река Урк е контраатакуван от парижкия гарнизон на генерал Жозеф Галиени и новосформираната 6-а армия. Обръщайки се на запад, за да ги посрещне, Клук отваря празнина от няколко десетки километра между своята и съседната 2-ра германска армия на река Марна. Възползвайки се от това, главнокомандващият френските войски генерал Жозеф Жофър хвърля в този участък 5-а френска армия и Британския експедиционен корпус. Тази атака решава изхода на битката. Двете германски армии се оттеглят с ариергардни боеве зад река Ен – на 65 km от Марна.

## Равносметка
Съглашенските войски осуетяват плановете на германците, но не използват шанса да ги разгромят напълно и да приключат бързо войната. Основният резултат от битката е затягане на бойните действия на фронт от френско-швейцарската граница до Ламанша, който търпи незначителни изменения през следващите четири години въпреки безпрецедентното кръвопролитие при Вердюн и Сома.
Като обективни причини за германския неуспех при Марна се сочат умората на бойците и разтягането на логистичните линии вследствие на 300-километровия марш през Белгия. Недостигът на резерви в критичната фаза на битката се дължи както на упоритата съпротива на крепостите Антверпен и Мобьож в германския тил, така и на бързата мобилизация на руските армии, застрашили Източна Прусия, които налагат на германското командване да отдели сили за неутрализирането им. Сред субективните причини е слабата комуникация между армейските командири и главнокомандващия Хелмут фон Молтке, който остава в неведение в щаб-квартирата си в Люксембург за ключови събития около Париж.
Факторите за френския успех, наред с инициативността на командирите и мотивацията на бойците, са въздушното разузнаване, което открива пробойните в германското разположение, и развитата железопътна линия, която позволява на Жофър да размести своевременно войските си.